# Utengule Usongwe
Utengule Usongwe est une ville située dans la région de Mbeya, en Tanzanie.

## Source
- (en) Cet article est partiellement ou en totalité issu de l’article de Wikipédia en anglais intitulé « Utengule Usongwe » (voir la liste des auteurs).